# Paweł Słowiok
Paweł Słowiok, né le 31 mars 1992 à Cieszyn, est un coureur polonais du combiné nordique.

## Biographie
Słowiok prend part à ses premiers championnats du monde junior en 2008. Il obtient son meilleur résultat dans les mondiaux juniors en 2010, où il est sixième.
Lors du Festival olympique de la jeunesse européenne 2009, il remporte la médaille d'argent par équipes et une médaille d'or et une d'argent en individuel.
Il démarre en Coupe du monde en mars 2009 à Vikersund. Il marque ses premiers points lors de la saison 2013-2014 avec une 22e place à Tchaïkovski. Il enregistre son meilleur résultat en 2017 à Schonach, avec le 17e rang.
Lors de l'Universiade d'hiver de 2013, au Trentin, il gagne la médaille de bronze en individuel (mass-start) et la médaille d'or par équipes. Il obtient ces mêmes récompenses à l'Universiade d'hiver de 2017 à Almaty, avec le brinze obtenu sur l'épreuve Gundersen.
Il a été sélectionné à 18 ans pour les Championnats du monde 2011 où il est 42e et 48e en individuel.
En 2018, il prend part aux Jeux olympiques de Pyeongchang, se classant 22e et 29e en individuel et monte sur deux podiums en Coupe continentale à Klingenthal.
À l'issue de la saison 2018-2019, où il prend part aux Championnats du monde à Seefeld (29e et 30e en individuel) il décide de ne plus continuer sa carrière dans la Coupe du monde.

## Palmarès

### Jeux olympiques d'hiver
| Épreuve / Édition | Épreuve / Édition | Pyeongchang 2018 |
| Par équipes       | Par équipes       | 9e               |
| Gundersen         | PT                | 22e              |
| Gundersen         | GT                | 29e              |

### Championnats du monde
| Épreuve / Édition  | Épreuve / Édition  | Oslo 2011 | Lahti 2017 | Seefeld 2019 |
| Gundersen          | PT                 | 48e       | 37e        | 29e          |
| Gundersen          | GT                 | 42e       | 33e        | 30e          |
| Par équipes        | Par équipes        | —         | —          | 8e           |
| Sprint par équipes | Sprint par équipes | —         | 10e        | 8e           |

### Universiades
| Épreuve / Édition | Épreuve / Édition | Trente 2013 | Štrbské Pleso 2015 | Almaty 2017 |
| Gundersen         | Gundersen         | 17e         |                    | 3e          |
| Mass start        | Mass start        | 3e          | 8e                 |             |
| Par équipes       | Par équipes       | 1er         |                    | 1er         |

### Coupe du monde
- Meilleur classement général : 50e en 2017.
- Meilleur résultat individuel : 17e.

#### Classements en Coupe du monde
| Année     | Classement général final |
| 2013-2014 | 72e                      |
| 2016-2017 | 50e                      |
| 2017-2018 | 50e                      |
| 2018-2019 | 53e                      |

### Championnat de Pologne
- Champion d'hiver au grand tremplin en 2012.
- Championnat d'été au petit tremplin en 2010.
- Championnat d'été au grand tremplin en 2011, 2013 et 2014.